# Solitaire (Band)
Solitaire ist eine finnische Speed- und Thrash-Metal-Band aus Eura, die im Jahr 1995 gegründet wurde.

## Geschichte
Die Band wurde im Mai 1995 von Gitarrist Riku Salminen und Bassist Mikko Rautiainen gegründet. Im November desselben Jahres stieß Schlagzeuger Rami „Manu“ Koivisto zur Band. Im Mai 1996 kam mit Mika Savolainen ein Sänger zur Band. Den Rest des Jahres verbrachte die Band mit Proben und dem Entwickeln von neuen Liedern. Im Februar 1997 kam mit Onni Kilkku ein neuer Schlagzeuger zur Band. Das erste Demo folgte im Mai, sowie der erste Live-Auftritt am 24. Mai. Sänger Mika Savolainen verließ im Juli die Band und wurde im Oktober durch Juha Alam ersetzt. Gitarrist Mika „Waaqqu“ Vaakanainen stieß im August zur Band. Im November verließ Sänger Alam wieder die Gruppe, wodurch Gitarrist Salminen nun auch zusätzlich den Posten des Sängers übernahm. Im Mai 1998 kam Sänger Ville Kilkku, Bruder von Schlagzeuger Onni Kilkku, zur Band, die er jedoch schon wieder im August verließ. Sänger Savolainen kam wieder zurück zur Band. Später im Jahr stieg Schlagzeuger Kilkku aus und wurde durch Kalle „Kalu“ Valanne im Dezember ersetzt.
Im Januar 1999 wurde das zweite Demo aufgenommen. Im Juni war die Band auf der Kompilation The Spirits of the New Age von Hateball Records vertreten. Im November wurde ein drittes Demo aufgenommen. Im Mai 2000 unterschrieb die Band einen Vertrag bei Sonicattack, ein deutsches Unternehmen, das MP3 über das Internet per Download vertreibt. Im August 2000 wurde das dritte Demo dort als Download angeboten, jedoch wurde die Firma noch im Dezember desselben Jahres wieder geschlossen. Im März 2001 folgte ein weiteres Demo. Im April nahm die Band ein Video für das Lied Listen to the Priest auf. Im September unterschrieb die Band einen Vertrag bei dem deutschen Label Iron Glory Records. Im November erschien die Band auf der Kompilation Pounding Metal Vol. 4 -- Destroy Mainstream!. Den Rest des Jahres arbeiteten sie an ihrem ersten Album.
Am 30. September 2002 wurde das Debütalbum Rising to the Challenge veröffentlicht. Ein Musikvideo für das Lied Rising To The Challenge wurde im Januar 2003 erstellt. Im Juli folgten zwei Auftritte außerhalb Finnlands: Am 11. Juli auf dem Headbangers Open Air und am 19. Juli auf dem Keep It True. Den Rest des Jahres verbrachte die Band mit dem Schreiben von neuem Material. Im Januar 2004 begannen die Arbeiten zum Album Extremely Flammable, das am 30. August veröffentlicht wurde. Im Oktober 2004 folgte ein Auftritt auf dem  Heavy Metal Maniacs Festival in den Niederlanden. Im Dezember 2004 löste sich ihr Label Iron Glory Records auf. Im Juli 2005 folgte eine Festivalauftritt in Estland. Im August erreichte die Band einen Vertrag mit dem deutschen Label Battle Cry Records. Den Rest des Jahres arbeitete die Band an einem neuen Album. Anfang 2006 begab sich die Band ins Studio, um das Album Invasion Metropolis aufzunehmen. Ein Konzert in Itzehoe folgte im Mai, dem die Veröffentlichung des Albums am 29. Mai folgte.
Im Juli hielt die Band einen Auftritt in Luxemburg. Im November war die Band auf der Kompilation Metal On Metal II vertreten. Sänger Savolainen verließ im Dezember die Band, wonach Gitarrist Salminen wieder zusätzlich den Sängerposten übernahm. Im Februar 2007 folgte ein Auftritt in Tampere. Im Sommer folgten weitere Auftritte, sowie Proben für ein weiteres Album. Im November erreichte die Band einen Vertrag mit dem finnischen Label Ektro Records. Die Aufnahmen zum nächsten Album fanden im Jahr 2008 statt, das am 10. Dezember unter dem Namen Predatress veröffentlicht wurde. Im selben Jahr verließen Schlagzeuger Kalle Valanne und Bassist Mikko Rautiainen die Band. Anfang 2009 kamen Bassist Lauri Perttula und Schlagzeuger Jari Rantanen zur Band. Im Herbst folgte ein Auftritt in Helsinki. Im Oktober folgte außerdem der erste Auftritt in Schweden.

## Stil
Die Band spielt klassischen Thrash- und Speed-Metal, der seinen Ursprung in den 1980er-Jahren hat.

## Diskografie
- 1997: Demo 1997 (Demo, Eigenveröffentlichung)
- 1999: Dead End Investigations (Demo, Eigenveröffentlichung)
- 2000: Locked In ... Break Out (Demo, Eigenveröffentlichung)
- 2001: Lead into Temptation (Demo, Eigenveröffentlichung)
- 2002: Rising to the Challenge (Album, Iron Glory Records)
- 2004: Extremely Flammable (Album, Iron Glory Records)
- 2006: Invasion Metropolis (Album, Battle Cry Records)
- 2008: Predatress (Album, Ektro Records)
- 2010: Freefall (Single, Lyop Records)